# IC 3023
IC 3023 је галаксија у сазвјежђу Береникина коса која се налази на листи објеката дубоког неба у Индекс каталогу.
Деклинација објекта је + 14° 22' 1" а ректасцензија 12h 10m 1,9s. Привидна величина (магнитуда) објекта IC 3023 износи 14,6 а фотографска магнитуда 15,2. IC 3023 је још познат и под ознакама UGC 7150, MCG 3-31-51, VCC 17, PGC 38692.